# Tako (cràter)
Tako és un cràter d'impacte en el planeta Venus de 10,7 km de diàmetre. Porta el nom d'un antropònim fulbe, i el seu nom va ser aprovat per la Unió Astronòmica Internacional el 1997.